# يخني
اليخني ((بالفارسية: یخنی) بمعنى "المطبوخ") هو ضرب من المأكولات منتشر في مناطق مختلفة من شبه جزيرة البلقان وحتى جنوب شرق آسيا. وتطلق في باكستان على المرق.